# Старояшево
Старояшево (баш. Иҫке Йәш) — деревня в Калтасинском районе Республики Башкортостан Российской Федерации. Административный центр Старояшевского сельсовета.

## География

### Географическое положение
Расстояние до:
- районного центра (Калтасы): 50 км,
- ближайшей ж/д станции (Янаул): 70 км.

## Население
| 2002 | 2009 | 2010 |
| ---- | ---- | ---- |
| 260  | ↘251 | ↘221 |